# Bob Klose
Radovan Robert Garcia Klose (Cambridge, Reino Unido, 1945), conocido a fines de la década de 1960 como Bob Klose o erróneamente como Bob Close e incluso Brian Close en varias publicaciones, es un músico y fotógrafo inglés, conocido por ser guitarrista de la banda de Rock progresivo Pink Floyd durante 1964.

## Biografía
Estudió arquitectura en Regent Street Polytechnic de Londres y fue el guitarrista principal de The Abdabs, un grupo de música de Rhythm & Blues fundado por Roger Waters. La evolución de este grupo, junto a Roger Waters, Syd Barrett, Nick Mason y Richard Wright, llevó a la formación, poco después, de The Tea Set, que sería el antecedente inmediato de Pink Floyd. Entre 1964 y julio de 1965, Klose fue la primera guitarra de la banda que más tarde se convertiría en Pink Floyd.
Uno de los mitos más extendidos acerca de la salida de Klose de Pink Floyd es que estaba interesado en el jazz y el blues más que en el rock psicodélico influyente de Roger Waters y Syd Barrett, quien lideraba la banda. Pero el vuelco de la banda hacia la psicodelia fue posterior a su salida, y más una consecuencia de ella que una causa. Más allá del gusto de Klose por esos estilos musicales, lo que lo llevó a dejar al grupo en el verano de 1965 fue la exigencia de su padre de que termine sus estudios. Posteriormente, Klose dejó de lado la música, siguiendo la profesión de fotógrafo. Sin embargo, cuarenta años después de su salida, Klose fue invitado por David Gilmour a ser parte de On an Island (2006), su tercer trabajo como solista, donde participó como guitarrista invitado. Esta colaboración se repitió en el cuarto álbum solista de Gilmour, Rattle That Lock (2015), donde tocó la guitarra en "The Girl in the Yellow Dress", una pieza de inconfundible estilo jazzero.
El legado de Klose, quien hoy es conocido artísticamente como Rado Klose puede verse en canciones como "Lucy Leave" y "I'm a King Bee", que fueron publicadas en The Early Years 1965—1972 (2016).
En la página oficial de Facebook de la banda , se le otorga el estatus de exmiembro oficial como Klose, Radovan 'Bob'.

## Biografía y trayectoria
Klose nació en 1945 en Cambridge. Su padre era un refugiado de la Alemania Nazi y veterano de la guerra civil española, mientras que su madre vivía en una granja de la campiña inglesa. Allí vivieron durante la niñez de Klose, donde su padre trabajó antes de mudarse a una pequeña casa en Cambridgeshire.
Fue precisamente en Cambridge donde conoció a Syd Barrett y Roger Waters. Tiempo después, ya traslados a Londres, Klose comenzó a estudiar arquitectura en la Regent Street Polytechnic, aunque poco después cambió por Ciencias. Durante sus estudios de arquitectura, Klose comenzó a tocar la guitarra solista en una banda conformada por Roger Waters (guitarra), Richard Wright (guitarra), Nick Mason (batería), Clive Metcalfe (bajo), Keith Noble (voces) y Juliette Gale (voces). En esos primeros tiempos tocaban rhythm and blues bajo varios nombres como "Sigma 6", "The Meggadeaths", "The Abdabs", o "The Screaming Abdabs", con Ken Chapman, quien también escribió algún material, como mánager.
Metcalfe, Noble y Gale dejarían la banda (aunque Gale se casaría en 1964 con Richard Wright), quedando una formación que incluía a Syd Barrett en guitarra rítmica y voces y Klose en guitarra líder y voces, con Roger Waters en bajo y coros, Richard Wright en teclados y coros y Nick Mason en batería. Esta nueva versión de la banda se presentó bajo el nombre "The Tea Set", hasta que en una presentación en la que participó otra banda con el mismo nombre lo cambiaron por "The Pink Floyd Sound", sugerido por Barrett (en honor a dos viejos músicos americanos de blues, Pink Anderson and Floyd Council). La palabra "Sound" se eliminó poco después, y para 1966 el artículo también habría desaparecido. Sin embargo, sería con el nombre "The Tea Set" con el que registrarían cinco canciones en una edición de vinilo de mil copias en 1965, pero finalmente Klose dejó la banda ante las exigencias de sus estudios.
A pesar de su salida de la banda, Klose finalmente abandonó los estudios a comienzos de 1970, para dedicarse por completo a la fotografía.

## Otros trabajos
Klose es autor de un ensayo que acompaña a un libro de dibujos inéditos en acuarela de Rowland Hilder, titulado Rowland Hilder's British Isles, que fue publicado en 2006.
Luego de su colaboración con Gilmour en 2006, Klose se reinsertó en el mundo de la música. En ese mismo año, apareció en el álbum Claremont 56, de Paul "Mudd" Murphy, así como en el álbum Juniflip, de Chico Hamilton en el que también figura como coautor de una de las canciones ("Kerry's Caravan"). En ambos álbumes, aún aparece acreditado como "Bob Klose".
En 2007 participó en el programa "Days in the Life" de la BBC, dedicado a Pink Floyd. En la primera parte de este programa, habló sobre los primeros tiempos con Barrett.
También tocó en Blue River, un álbum electrónico de 2007 de Smith & Mudd, una colaboración entre Paul "Mudd" Murphy y el multinstrumentista y productor Benjamin James Smith.

## Discografía
- The Tea Set – "I'm a King Bee"/"Lucy Leave" (1964) – relanzado en 1965: Their First Recordings (2015) como Pink Floyd
- David Gilmour – On an Island (2006)
- Mudd – Claremont 56 (2006)
- Chico Hamilton – Juniflip (2006)
- V/A – This Rong Music (2006) – con Chico Hamilton
- Smith & Mudd – Blue River (2007)
- V/A – Bargrooves: Over Ice (2009) – con Smith & Mudd
- David Gilmour – Rattle That Lock (2015)